# 卡尼亚诺瓦拉诺
卡尼亚诺瓦拉诺（義大利語：Cagnano Varano），是意大利福贾省的一个市镇。总面积158.83平方公里，人口7697人，人口密度48.5人/平方公里（2009年）。ISTAT代码为071008。